# Carcarañá
Carcarañá är en ort i Argentina.   Den ligger i provinsen Santa Fe, i den centrala delen av landet, 300 km nordväst om huvudstaden Buenos Aires. Carcarañá ligger 59 meter över havet och antalet invånare är 15 619.
Terrängen runt Carcarañá är mycket platt. Det finns inga andra samhällen i närheten.
Trakten runt Carcarañá består till största delen av jordbruksmark. Runt Carcarañá är det ganska tätbefolkat, med 72 invånare per kvadratkilometer.